# Sicilian Ghost Story
Sicilian Ghost Story ist ein Schweizer-italienisch-französischer Fantasyfilm von Fabio Grassadonia und Antonio Piazza, der am 18. Mai 2017 im Rahmen der Critics’ Week der Filmfestspiele von Cannes seine Premiere feierte und am 15. November 2017 in die französischen Kinos kam. In Deutschland wurde der Film erstmals im Rahmen des Fantasy Filmfests im September 2017 gezeigt.

## Handlung
Als der 13-jährige Giuseppe aus einem kleinen sizilianischen Dorf verschwindet, schweigen die Menschen und tun so, als ob nichts geschehen wäre. Sein Vater war einmal ein enger Mitarbeiter des Mafia-Chefs und ist derzeit in Polizeigewahrsam. Luna, eine in ihn verliebte Klassenkameradin kann dies nicht akzeptieren. Sie macht sich auf, in jene dunkle Welt, die Giuseppe verschluckt hat. Der Eingang zu dieser geheimnisvollen Welt befindet sich in einem See, und nur ihre Liebe zu ihm kann ihr Giuseppe wieder zurückbringen, der sie selbst einmal gerettet hat.

## Produktion

### Stab und Besetzung
Regie führten Fabio Grassadonia und Antonio Piazza, die auch das Drehbuch zum Film schrieben. Sie mischten in ihrem Film märchenhafte und mythologische Motive mit der Geschichte um eine Entführung durch die Mafia die sie selbst erlebt hatten und ein einschneidendes Erlebnis in ihrer Jugend darstellte. Beide wuchsen in den 1980er Jahren in Sizilien auf, in einer Zeit, in der die Mafia die Bevölkerung terrorisierte. Weil dort der Mafioso Santo Di Matteo die Seiten wechselte und mit der Justiz kooperierte, hatte der berüchtigte Brusca Clan seinen Sohn Giuseppe Di Matteo entführt. Dieser wurde zwei Jahre lang in einem unterirdischen Verlies gefangen gehalten, bis man ihn erwürgte und anschließend in Säure auflöste. Grassadonia und Piazza bezeichnen diese Zeit als die schlimmste in der jüngsten Geschichte ihrer Region, und die Entführung war der Auslöser dafür, dass beide Regisseure ihre Heimat verließen.
Den Regisseuren war es wichtig, dass die Geschichte des armen Giuseppe Di Matteo nicht in Vergessenheit gerät. Statt ihre Jugenderinnerungen und die Geschichte von der Entführung wahrheitsgetreu wiederzugeben, so eine Kritik des SRF, erzählen sie diese im Film auf künstlerische Art und Weise, wobei sie die echten Ereignisse mit einer fiktionalen Liebesgeschichte zwischen dem entführten Jungen und einem Mädchen aus seiner Schule vermischen, die es in der eigentlichen Geschichte um die Entführung von Giuseppe Di Matteo nicht gab: „Die Kombination von Realität und Fiktion ist ein düsteres Märchen, das auf zwei Ebenen spielt.“ Der Film hat hierdurch das Wesen eines Fantasyfilms.
Die Hauptfigur Luna wird von Julia Jedikowska gespielt, die mit dem Film ihr Debüt als Schauspielerin gab. Gaetano Fernandez übernahm die Rolle von Giuseppe. Lunas Eltern werden von Vincenzo Amato und Sabine Timoteo gespielt.

### Veröffentlichung
Der Film feierte am 18. Mai 2017 im Rahmen der Critics’ Week der Filmfestspiele von Cannes seine Premiere und kam am 15. November 2017 in die französischen Kinos. In Deutschland wurde der Film erstmals im Rahmen des Fantasy Filmfests im September 2017 gezeigt. Im Oktober 2017 erfolgte eine Vorstellung beim London Film Festival und im März 2018 beim Dublin Film Festival. Im April 2018 wurde der Film beim Belfast Film Festival gezeigt. Im Juli 2018 erfolgte eine Vorstellung beim 18. Neuchâtel International Fantastic Film Festival, im Herbst 2018 beim Zurich Film Festival. Am 30. November 2018 soll er in die US-Kinos kommen.

## Rezeption

### Kritiken
Der Film konnte bislang 91 Prozent aller Kritiker bei Rotten Tomatoes überzeugen und erhielt hierbei eine durchschnittliche Bewertung von 7,1 der möglichen 10 Punkte.
Deborah Young von The Hollywood Reporter meint, es wäre schon ausreichend gewesen, wenn Fabio Grassadonia und Antonio Piazza einfach die Geschichte von Giuseppe Di Matteo erzählt hätten, doch sie vertieften in ihrem Film deren Intensität und erweiterten deren Bedeutung, indem sie die Geschichte in einem fremden filmischen Raum zwischen grausamer Wirklichkeit und gespenstischer Fantasie entfalteten.

### Auszeichnungen
Sundance Film Festival 2016
- Auszeichnung mit dem Mahindra Global Filmmaking Award des Sundance Institute (Fabio Grassadonia und Antonio Piazza)

Fantasy Filmfest 2017
- Zweitplatzierter im Rahmen des Fresh Blood Awards[10]